# Raša Sraka
Raša Sraka (Liubliana, 10 de octubre de 1979) es una deportista eslovena que compitió en judo. Ganó dos medallas de bronce en el Campeonato Mundial de Judo entre los años 2005 y 2010, y cinco medallas en el Campeonato Europeo de Judo entre los años 2002 y 2012.

## Palmarés internacional
| Campeonato Mundial | Campeonato Mundial    | Campeonato Mundial | Campeonato Mundial |
| Año                | Lugar                 | Medalla            | Categoría          |
| ------------------ | --------------------- | ------------------ | ------------------ |
| 2005               | El Cairo (Egipto)     | Medalla de bronce  | –70 kg             |
| 2010               | Tokio (Japón)         | Medalla de bronce  | –70 kg             |
| Campeonato Europeo |                       |                    |                    |
| Año                | Lugar                 | Medalla            | Categoría          |
| 2002               | Maribor (Eslovenia)   | Medalla de bronce  | –70 kg             |
| 2003               | Düsseldorf (Alemania) | Medalla de oro     | –70 kg             |
| 2004               | Bucarest (Rumania)    | Medalla de bronce  | –70 kg             |
| 2010               | Viena (Austria)       | Medalla de plata   | –70 kg             |
| 2012               | Cheliábinsk (Rusia)   | Medalla de bronce  | –70 kg             |